# Echiothrix leucura
Echiothrix leucura és una espècie de mamífer rosegador de la família dels múrids. És endèmica de Sulawesi (Indonèsia), on viu a altituds d'entre 0 i 1.100 msnm. S'alimenta de cucs. El seu hàbitat natural són les selves perennifòlies tropicals de plana. Està amenaçada per la tala d'arbres, l'expansió dels camps de conreu i el creixement urbà. El seu nom específic, leucura, significa ‘cuablanca’ en llatí.